# Geochemical Society
Die Geochemical Society ist eine internationale wissenschaftliche Gesellschaft zur Förderung der Geochemie und Kosmochemie. Ihr Sitz ist in der Fakultät für Geowissenschaften an der Washington University in St. Louis. Sie hat etwa 4000 Mitglieder weltweit.
Sie vergibt den V. M. Goldschmidt Award, den C. C. Patterson Award in Umwelt-Geochemie und die F. W. Clarke Medal für Nachwuchswissenschaftler. Ihr jährliches Treffen ist in den V. M. Goldschmidt Konferenzen.
Sie veröffentlicht die Geochimica et Cosmochimica Acta (24 Ausgaben im Jahr, erscheinen seit 1950) und ist Mit-Herausgeber von Elements: An International Magazine of Mineralogy, Geochemistry, and Petrology (6 Ausgaben im Jahr). Außerdem publiziert sie Buchreihen.